# Spathoglottis affinis
Spathoglottis affinis är en orkidéart som beskrevs av De Vriese. Spathoglottis affinis ingår i släktet Spathoglottis och familjen orkidéer. Inga underarter finns listade i Catalogue of Life.

## Bildgalleri

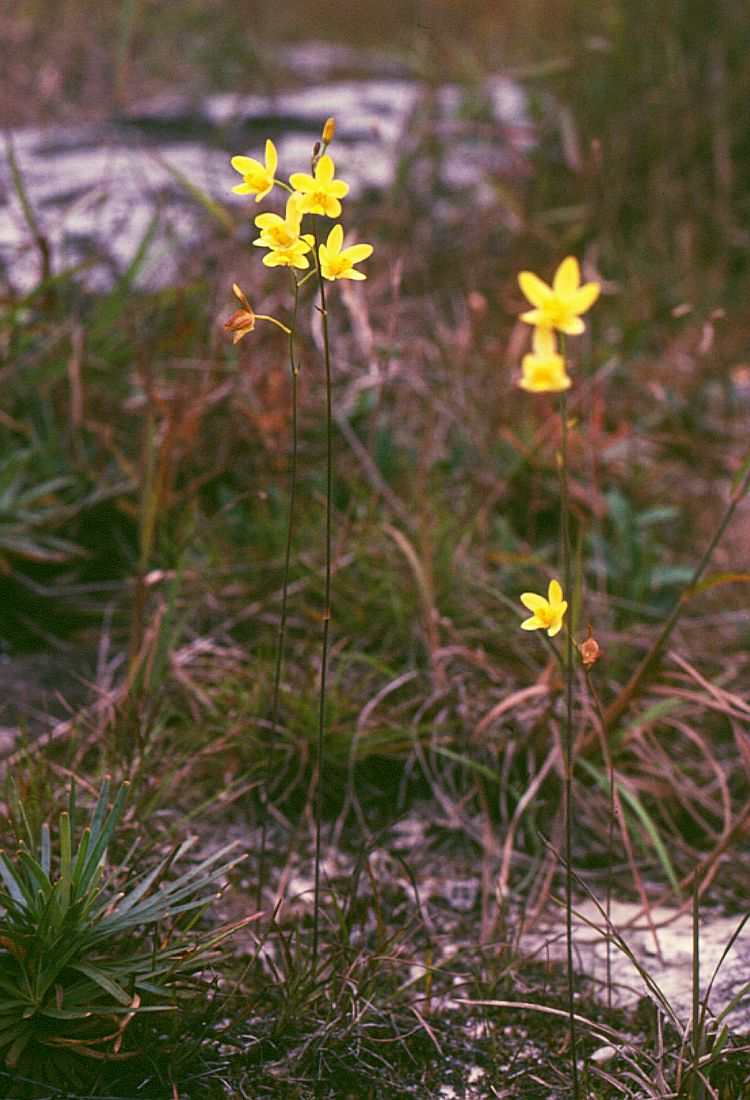